# Live at Awakenings
Live at Awakenings is een livealbum van een combinatie van Brendan Pollard, Michael Daniel en Phil Booth. De eerste en laatste zijn bespeler van allerlei toetsinstrumenten, de tweede is gitarist, ook wel bekend onder de naam Hashtronaut. De Cd-r bevat de registratie van het optreden van het trio op het Awakeningsfestival op 26 september 2009 te Burton upon Trent. 

## Musici
De verdeling was als volgt:
- Pollard – sequencer en synthesizers
- Daniel – gitaar, synthesizers
- Booth – synthesizers

## Tracks
De opnamen zijn in één titelloze track geperst, de muziek heeft uiteraard veel weg van de September 2009 Jams, een voorloper op dit album.

| Nr. | Titel | Duur       |
| --- | ----- | ---------- |
| 1.  | -     | 78 minuten |